# Salangen
Salangen è un comune del nord della Norvegia situato nella regione Nord-Norge, più precisamente nella contea di Troms. 
Il territorio comunale confina a nord con il comune di Dyrøy, a nordest con quello di Sørreisa, a est con Bardu, a sud con Lavangen e a ovest le acque dell'Astafjorden lo separano dal comune di Ibestad.
Capoluogo del comune è il centro abitato di Sjøvegan (775 abitanti), situato nella parte interna del Sagfjorden, un ramo del fiordo Salangen che è interamente compreso nel territorio comunale.

## Geografia
Le coste del fiordo di Salangen sono piuttosto ripide mentre quelle del più interno Sagfjorden sono più basse, gran parte delle aree coltivabili si trovano nei dintorni di Sjøvegan, nella più orientale valle del fiume Salangselva e nella parte settentrionale del Sagfjorden.
I rilievi più elevati si trovano nella parte settentrionale del territorio del comune, la massima elevazione corrisponde al monte Hjerttinden (1381 m s.l.m.).
La maggioranza della popolazione risiede sulla costa settentrionale del Sagfjorden, a parte Sjøvegan, vi sono alcuni piccoli centri abitati come Løksebotn e Laberg.
Le principali attività economiche dell'area sono nel settore terziario, quello primario rappresenta il 7% dei posti di lavoro. In crescita l'importanza del turismo.

## Storia
Il comune di Salangen è stato istituito il 1º gennaio 1871, dopo la separazione dal comune di Ibestad. Dal 1º gennaio 1964 il comune di Lavangen è stato incorporato da Salangen. Ma il 1º gennaio 1977 il distretto Lavangen è stato separato da Salangen ed è tornato ad essere un comune a sé stante.